# Heterophleps amamiensis
Heterophleps amamiensis là một loài bướm đêm trong họ Geometridae.